# Min Zhou

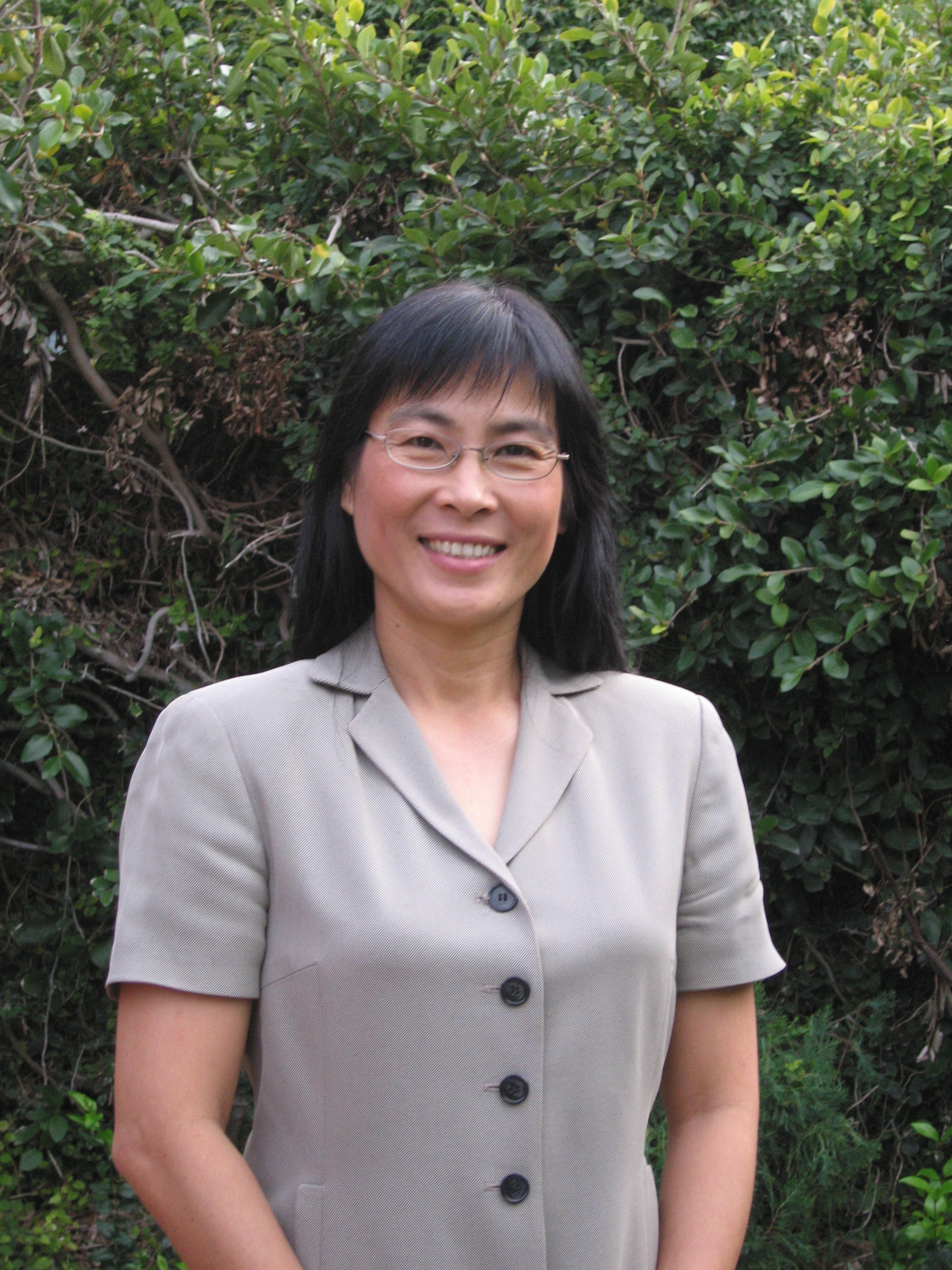
Min Zhou, 2006

Min Zhou (chinesisch 周敏, Pinyin Zhōu Mǐn, Jyutping Zau1 Man6, * 14. Juli 1956 in Zhongshan, Guangdong) ist eine US-amerikanische Soziologin und lehrt an der University of California, Los Angeles (UCLA). Sie ist Gründungsprofessorin des Department of Asian American Studies daselbst. Professor Zhou hat mit Carl L. Bankston die Definition des Begriffs Sozialkapital erweitert und dabei sich insbesondere mit sozialen Interaktionen beschäftigt.
Seit 2022 ist sie Mitglied der American Academy of Arts and Sciences, seit 2023 Mitglied der National Academy of Sciences.

## Studien
1982 schloss sie an der Sun-Yat-sen-Universität in Guangzhou einen Bachelor in Englischer and Amerikanischer Sprache und Literatur ab und studierte anschließend an der State University of New York Soziologie.

## Lehrtätigkeit
Min Zhou lehrt als Professorin für Soziologie und Asiaamerikanische Studien und am Walter and Shirley Wang Lehrstuhl zu den chinesisch-amerikanischen Beziehungen und Gesprächen an der University of California, Los Angeles. Sie ist Sun Yat-sen „Changjiang Scholar“ Chair Professor der Central China Normal University und hat eine Gastprofessur an der Korea University. Sie ist ebenso Visiting Fellow der Overseas Chinese Academy des Social Sciences Research Centre.

## Forschungsfelder
Sie beschäftigt sich mit dem Thema internationale Migration, Integration und Assimilation und interkulturellen wie interethnischen Themen, von der Erziehung bis zu spezifischen Wirtschaftsaspekten. Ihrer Biographie zufolge hat sie mehr als 130 Artikel in Zeitschriften und Büchern verfasst, die teilweise in Chinesisch, Koreanisch, Spanisch, Französisch und Portugiesisch übersetzt wurden.
Zhou arbeitet derzeit an einem Buch zur Relevanz der ethnischen Herkunft bei Einwanderern (Arbeitstitel: Chinatown, Koreatown and beyond) und einer Monographie zur zweiten Einwanderergeneration in Los Angeles. Sie forscht zudem zu transnationalen Organisationen Chinesischer Migranten im Ausland wie zu afrikanischen Migranten in Guangzhou, China.

## Buchveröffentlichungen
- Min Zhou: Chinatown. The Socioeconomic Potential of an Urban Enclave (= Conflicts in Urban and Regional Development). Temple University Press, Philadelphia PA 1995, ISBN 1-56639-337-X.
- Carl L. Bankston III, Min Zhou: Growing Up American. How Vietnamese Children Adapt to Life in the United States. Russell Sage Foundation Press, New York NY 1998, ISBN 0-87154-994-8.
- Min Zhou (Herausgeberin), James V. Gatewood: Contemporary Asian America. A Multidisciplinary Reader. New York University Press, New York NY u. a. 2000, ISBN 0-8147-9690-7.
- Min Zhou (Herausgeberin), Jennifer Lee: Asian American Youth. Culture, Identity, and Ethnicity. Routledge, New York NY 2004, ISBN 0-203-49054-1 (Zur Alltags- und Jugendkultur der chinesisch-amerikanischen Community).